# José María Pino Suárez, Durango
José María Pino Suárez är en ort i Mexiko.   Den ligger i kommunen Guadalupe Victoria och delstaten Durango, i den centrala delen av landet, 700 km nordväst om huvudstaden Mexico City. José María Pino Suárez ligger 1 986 meter över havet och antalet invånare är 577.
Terrängen runt José María Pino Suárez är en högslätt. Runt José María Pino Suárez är det glesbefolkat, med 12 invånare per kvadratkilometer. Närmaste större samhälle är Guadalupe Victoria, 8,0 km nordväst om José María Pino Suárez. Trakten runt José María Pino Suárez består till största delen av jordbruksmark.